# 前導實驗
前導實驗（pilot experiment）、前導研究（pilot study）、前驅研究、或試點研究，是在正式大型研究計劃開始前，為了評估可行性、时间、成本、負面影響，因此事先進行的小型實驗或研究，其結果也可以改善正式的研究計劃。

## 實現
通常在大型的定量研究之前，會先進行前導實驗，目的是為了避免將過多的資源放在未適當設計的計劃中。一般會在相關的人群中進行，前導實驗常常是為了確認大型實驗中，一些還可以調整的設計因素。前導實驗有其潛在價值，若前導實驗沒有遺漏大型研究的重要內容，實驗後也沒有問題的話，就會加到大型（而且更貴）實驗中，以提高获得明确结果的机会。

## 其他應用
在社会学中，前導實驗可以指小規模的研究，可以在主要研究完成之前找到設計中的一些問題。雖然前導實驗已有良好的傳統，不過至少在環境管理領域中，人們不確定前導實驗在策略變革過程中的有效法。從前導實驗中的結果不一定能外推到大規模的策略，有些可能是因為前導實驗會有一些額外的資源及有利條件。
在醫療研究的領域中，在準備随机对照试验過程進行的實驗稱為「前導及可行性研究」（pilot and feasibility studies），前導研究是其中的一部份，可行性研究確認是否可以進行特定研究，是否要繼續做，若要，要如何進行。前導研究也是探討相同的問題，不過會將計劃研究（或是部份的計劃研究）以較小的規模進行。
在2016年，已有針對前導實驗的檢核表，做為前導實驗的指南。